# 梁国 (嬴姓)
梁国，春秋时代的嬴姓诸侯国，与秦国为邻，在秦国东北方，终为秦穆公所灭。始於周平王封秦仲之子康於梁（今日陝西韓城一帶）。
《左传·桓公九年》记载了前703年，虢国、芮国、梁国、荀国、贾国五国君主讨伐曲沃武公。
《左传·僖公六年》记载了前654年，晋国公子夷吾出奔梁国。梁伯将梁嬴嫁给夷吾生晉懷公。
《左传·僖公十八年》记载梁國國君梁伯爱好建设城邑，建新里，却为秦国夺取。梁伯经常征发劳役修造宫殿、城郭。梁国民众疲敝，苦不堪言。前641年（鲁僖公十九年、秦穆公十九年、周襄王十二年）冬，梁国部分百姓在梁伯所居宮墙外掘沟，并扬言秦国将要发兵袭梁，梁国民众极为惊恐，纷纷出逃。秦国乘机出兵攻灭梁国。《春秋·僖公十九年》记载前641年，梁国为秦国所灭。《左传》说明是梁國民众不堪梁伯役使，所以为秦国轻取。

## 參见
- 卜招徒父
- 梁嬴